# Pisseleu
Pisseleu is een gemeente in het Franse departement Oise (regio Hauts-de-France) en telt 401 inwoners (2005). De plaats maakt deel uit van het arrondissement Beauvais.

## Geografie
De oppervlakte van Pisseleu bedraagt 2,9 km², de bevolkingsdichtheid is 138,3 inwoners per km².
De onderstaande kaart toont de ligging van Pisseleu met de belangrijkste infrastructuur en aangrenzende gemeenten.

## Demografie
Onderstaande figuur toont het verloop van het inwonertal (bron: INSEE-tellingen).

1. ↑  Populations de référence 2022.